# 마선호
마선호(1983년 2월 20일 ~ )는 대한민국의 유튜버, 보디빌더다.

## 방송
- 나는 몸신이다 (2022)
- 피지컬: 100 (2023) - Top20
- 천하제일장사 2 (2023)
- 몸쓸것들:S급 피지컬의 챌린지 100 (2023)
- 뭉쳐야 찬다 3 (2023)
- 밀당백 (2024)
- 미스터트롯3 (2024) - Top101